# Ingusföld zászlaja
Az ingusok vallása és filozófiája szerint (a zászló közepén található) nap-szimbólum nem csupán a világegyetemet jelképezi, hanem a múltban, a jelenben és a jövőben megnyilvánuló szellem egységét is.
A vörös az ingus nép fennmaradásáért és hazája védelmében folytatott küzdelmét jelenti. A fehér a nemzet gondolatainak és nézeteinek szent tisztaságát szimbolizálja. A zöld az iszlám jelképe.